# Cottus cognatus
Cottus cognatus är en fiskart som beskrevs av Richardson, 1836. Cottus cognatus ingår i släktet Cottus och familjen simpor. Inga underarter finns listade i Catalogue of Life.